# Tagerbach
Der Tagerbach ist ein rund 10 Kilometer langer Bach südlich von Linz in Oberösterreich. Er entspringt im Gemeindegebiet Sankt Florian und bildet in der Folge die Grenze zwischen Linz und Asten.

## Lauf und Wasserbau
Der Tagerbach entspringt an der Nordspitze der Traun-Enns-Platte südwestlich des Florianer Ortsteils Rohrbach hinter dem Marienhof (Rohrbach 13). Auf der halben Länge des Bachverlaufs trieb der Bach am Hof Zehenter (Gemmering) in früherer Zeit einen Widder zur Wasserversorgung und ein Wasserrad an. 
Der Bach fließt nach Bruck bei Tödling, wo der in das Linzer Feld eintritt. Er unterquert die West Autobahn ebenso wie die nahe B1. Dort erreicht er die Linzer Katastralgemeinde Pichling im Stadtteil Ebelsberg und bildet die Grenze zwischen Linz und Asten. Ursprünglich versickerte der Bach in einem sumpfigen Gebiet, er wurde jedoch schon früh reguliert und zur Bewässerung in der Landwirtschaft genutzt. In den 1960er Jahren vermerkte das Wasserbuch des Magistrat Linz 28 Bewässerungsrechte zwischen der Stadtgrenze und der Mündung. Der heutige Tagerbach verläuft weiter entlang der Stadtgrenze am Pichlinger See vorbei und wird unter der Westbahn-Strecke durchgeführt. In diesem Bereich mündet der Mönchgrabenbach als Gerinne, und es wurde ein Auffangbecken angelegt, das übermäßige Hochwässer zurückhalten soll. Bei Raffelstetten vereint sich der Tagerbach mit dem Aubach.
Die Mündung des Tagerbachs in einen Schilfgürtel der Altau im Bereich Probstau-/Raffelstättenstraße wurde künstlich angelegt und muss permanent gewartet werden, da der Tagerbach den Verlauf sonst ständig ändern würde. Dieses Feuchtgebiet entwässert Richtung altem Lauf des Ipfbachs.

## Ökologie
Trotz der technischen Verbauung ist sein Unterlauf ökologisch wertvoll. Im  moorigen Graben am Aubach-Zusammenfluss  finden sich mehrere Amphibienarten, darunter die seltene Knoblauchkröte, viele Vogelarten und etliche Libellen, so auch die Südliche Mosaikjungfer. Dieser Abschnitt ist Teil des Europaschutzgebietes Traun-Donau-Auen (Fauna-Flora-Habitat-Gebiet). Das Mündungsgewässer bildet einen versumpften Wassergraben vom Charakter eines Augewässers, mit offenen Wasserflächen, Schilfbeständen und Weidendickichten, steht aber nicht speziell unter Schutz.
Nur im Unterlauf im Aubereich finden sich Fische, vorwiegend Rutten und Hasel.